# Geboren am 4. Juli
Geboren am 4. Juli (Originaltitel: Born on the Fourth of July) ist ein US-amerikanischer Film aus dem Jahr 1989, gedreht von Oliver Stone. Erzählt wird die Lebensgeschichte von Ron Kovic, dessen gleichnamige Autobiografie die Vorlage für den Film liefert. Die deutsche Synchronisation wurde erstellt von der Synchronfirma Berliner Synchron GmbH Wenzel Lüdecke und Jürgen Neu war verantwortlich für das Dialogbuch und die Dialogregie. Der Film gilt als Teil der Vietnam-Trilogie der Filme Platoon (1986), Geboren am 4. Juli (1989) und Zwischen Himmel und Hölle (1993) des Regisseurs Oliver Stone.
Am 4. Juli 1776 wurde die Unabhängigkeitserklärung der USA verabschiedet. Dieses Ereignis wird in den USA alljährlich als Nationalfeiertag (engl. Independence Day – Unabhängigkeitstag) begangen und ist ein zentrales Element des Films.

## Handlung
Ron Kovic wird am 4. Juli 1946 geboren und tritt nach seinem Highschool-Abschluss, zunächst geblendet von idealistischen Vorstellungen, den Marines bei, um für sein Land im Vietnamkrieg zu kämpfen. Während eines Einsatzes begeht seine Einheit in einem Dorf ein Massaker an Zivilisten, in dem irrtümlichen Glauben, es handele sich um gegnerische Kämpfer. Auf dem unkoordinierten Rückzug erschießt der unter Schock stehende Ron einen Kameraden. Als er das Geschehene später seinem Vorgesetzten meldet, wird er aufgefordert, den Vorfall zu vergessen. Beim nächsten Einsatz wird Ron schwer verwundet und kommt zurück in die USA.
Dort teilen ihm die Ärzte mit, dass er unterhalb des Bauchnabels für immer querschnittsgelähmt bleiben wird. Nach einer langen und erfolglosen Phase der Rehabilitation, in der er sich noch einen offenen Beinbruch zuzieht, kehrt er wieder nach Hause zurück. Ron bleibt Patriot, obgleich er unter den Kriegserlebnissen und seiner Lähmung leidet, die es ihm unmöglich machen, sein früheres Leben weiterzuführen. Deshalb beginnt er zu trinken und gerät mehrfach in Streit mit seinen Eltern. Nachdem sein Vater ihm nahegelegt hat, Erholung in Mexiko zu suchen, kommt er dieser Bitte nach. Er freundet sich mit dort ansässigen Vietnamveteranen an und verbringt seine Zeit hauptsächlich mit Alkoholkonsum und Prostituierten. Die ebenfalls gelähmten Veteranen frustrieren ihn allerdings noch mehr, weshalb er wieder in die USA zurückkehrt. Sein Weltbild gerät nun ins Wanken. Er besucht die Familie des von ihm versehentlich getöteten Kameraden und gesteht, was in Vietnam vorgefallen ist. Er entwickelt sich allmählich zu einem Kriegsgegner und nimmt aktiv an der Antikriegsbewegung teil.
Während eines Parteitags der Demokratischen Partei, auf dem er eine Rede halten darf, durchlebt Ron noch einmal seine gesamte Vorgeschichte und erinnert sich dabei an seine Mutter, die ihm einst prophezeite, er werde einmal vor sehr vielen Menschen sprechen. So findet er seinen inneren Frieden wieder.

## Synchronisation
Die deutsche Synchronisation entstand im Auftrag der Berliner Synchron, für die Dialogregie und das deutsche Dialogbuch war Jürgen Neu verantwortlich.
| Rolle                | Darsteller       | Sprecher              |
| -------------------- | ---------------- | --------------------- |
| Ron Kovic            | Tom Cruise       | Stephan Schwartz      |
| Mr. Kovic            | Raymond J. Barry | Hans-Werner Bussinger |
| Mrs. Kovic           | Caroline Kava    | Gisela Fritsch        |
| Donna, Rons Freundin | Kyra Sedgwick    | Claudia Lehmann       |
| Charlie              | Willem Dafoe     | Manfred Lehmann       |

## Kritiken
Der Film erhielt überwiegend positive Kritiken und erreichte bei Rotten Tomatoes eine Bewertung von 90 %, basierend auf 39 Kritiken.

„Nach einer autobiografischen Vorlage als kathartische Entwicklungsgeschichte angelegte Auseinandersetzung mit dem Trauma Vietnam. Inszenatorisch auf hohem Niveau und hervorragend gespielt, jedoch in der psychologischen Entwicklung der Hauptfigur nicht überzeugend.“

## Auszeichnungen
Geboren am 4. Juli gewann zwei Oscars für die Beste Regie (Oliver Stone) und für den Besten Schnitt (David Brenner, Joe Hutshing). In sechs weiteren Kategorien war er nominiert, u. a. für die Kategorien Bester Film, Bester Hauptdarsteller (Tom Cruise) und für die beste Filmmusik von John Williams.
Der Film war für fünf Golden Globe Awards nominiert und gewann die Auszeichnung in den Kategorien Bester Film (Drama), Bester Hauptdarsteller (Tom Cruise), Beste Regie und Bestes Drehbuch.
Der Film gewann 1990 den Political Film Society Award für Demokratie.
1990 lief der Film im Wettbewerb der Berlinale, ging aber bei der Preisverleihung leer aus.

## Trivia
Mehrere Hollywoodstars haben im Laufe des Films Auftritte: Tom Berenger, Lili Taylor, John C. McGinley, Holly Marie Combs, Wayne Knight, Mark Moses, James LeGros, William Mapother, William Baldwin, Vivica A. Fox, Jason Gedrick, Daniel Baldwin, Dale Dye und Tom Sizemore.

## Buch
- Ron Kovic: Geboren am 4. Juli. 7. Auflage. Heyne, München 1991, ISBN 3-453-03999-8.